# 一場麻美
一場 麻美（いちば あさみ、12月9日 -　）は、元TBSラジオ「TBS954情報キャスター」所属のニュースキャスターである。954情報キャスター退職後は、構成作家、ナレーターとして活動。

## 人物・経歴
群馬県出身。血液型O型。出身大学は音楽大学。TBS本社の入社試験は不合格だったが、その後受けたTBS954情報キャスターの試験には合格し、大学卒業後からTBS954情報キャスターを務める。同期である中村愛美とは誕生日が1日違い。2010年9月30日に退職。
Twitterでの発言によると、その後はアメリカでアーティストビザを取得。カリフォルニア州にある放送局で働いた後に帰国し、構成作家、ナレーター、ラジオパーソナリティーとして活動しているとのこと。

## 出演番組
- 毒蝮三太夫のミュージックプレゼント（アシスタント）
- クラブ954スペシャル - 聴取率調査週間の日曜深夜から月曜早朝に流れる、終夜音楽番組（洋楽担当パーソナリティ）
- 交通情報（埼玉県警担当）
- ストリーム（東京消防庁情報キャスター）
- 小島慶子 キラ☆キラ（同上）
- 爆笑問題の日曜サンデー（「グリコ 2段熟カレー販売対決!」レポーター）
- 森本毅郎・スタンバイ!（「現場にアタック」レポーター）
- Apple Clip（アシスタント）

## 担当番組（構成）

### 現在
- ラヴィット！
- ヒルナンデス
- 上田と女が吠える夜
- 上田と女がDEEPに吠える夜
- EXITV
- ABEMA Prime
- 円卓コンフィデンシャル
- 報道ステーション

### 過去
- #ハイ_ポール
- さまぁ〜ずの神ギ問（リサーチ）
- ちょっとザワつくイメージ調査 もしかしてズレてる?
- NEWアベレージピープル
- バイキング（水曜日）
- 有田哲平の夢なら醒めないで
- 明日は我がミーティング
- 噂の現場急行バラエティー レディース有吉
- 水曜日のニュース・ロバートソン
- 日向坂46です。ちょっといいですか?
- 今夜くらべてみました
- 新・日本男児と中居
- 有田哲平と高嶋ちさ子の人生イロイロ超会議
- I LOVE みんなのどうぶつ園
- 池上彰のニュースそうだったのか！！
- ニノさん
- #ミレニアガール

## エピソード
- 元々はTBSラジオのヘビーリスナーであり、『爆笑問題カーボーイ』や『宮川賢の誰なんだお前は』などにハガキを送っていた。実家の群馬でTBSラジオが一番感度が良く、よくTBSラジオを聴いていたという[1]。
- 『宮川賢のパカパカ90分』（現：サタデー大人天国! 宮川賢のパカパカ行進曲!!）の元テレフォンオペレーター。
- 『爆笑問題の日曜サンデー』の中で爆笑問題の太田光に巨乳であることを指摘され、カレー販売対決で買ったら水着になると公約。勝負に勝ち、水着になった（番組ブログで公開）[2]。
- 洋楽、とくにブラックミュージックに詳しく「クラブ954スペシャル」でオンエアする楽曲は自身でセレクトしていたという